# 海陽町立海南中学校
海陽町立 海南中学校（かいようちょうりつ かいなんちゅうがっこう）は、徳島県海部郡海陽町にあった公立中学校。
2011年（平成23年）4月1日、海陽町立海部中学校と統合し、海陽町立海陽中学校になった。

## 基礎データ
所在地
- 〒775-0203 徳島県海部郡海陽町大里34－83

最寄駅
- JR牟岐線阿波海南駅

## 校訓
- 自律
- 友愛

## 関連する学校
- 海陽町立浅川小学校
- 海陽町立海南小学校
- 海陽町立川上小学校

## 出身著名人
- 森唯斗